# Abu l-Abbas Ahmad (Wattasiden)
Abu l-Abbas Ahmad (arabisch أبو العباس أحمد, DMG Abū l-ʿAbbās Aḥmad; † 1549), dritter Sultan der Wattasiden in Marokko (1524–1549)
Wie sein Vater Abdallah Muhammad (1505–1524) war Abu l-Abbas ein schwacher Herrscher mit geringer Autorität in Marokko. Allerdings konnte unter seinem Onkel Bu Hassun, der die Regentschaft leitete, der Untergang der Wattasiden zeitweise aufgehalten werden. So gelang diesem im Bündnis mit den muslimischen Bruderschaften und verschiedenen Marabuts, den Aufstieg der Saadier in Südmarokko zunächst zu stoppen. Allerdings konnte das 1524 von den Saadiern eroberte Marrakesch nicht zurückgewonnen werden.
Nach dem Abschluss eines Friedensvertrages mit Portugal scheiterte 1527 ein weiterer Feldzug gegen die Saadier, als die Truppen desertierten und Abu l-Abbas Ahmad in Gefangenschaft geriet. Erst 1547 wurde er gegen die Abtretung von Meknès aus der Haft entlassen. Trotz aller Bemühungen konnte Bu Hassun den Untergang der Dynastie nicht verhindern. Mit der Eroberung von Fès durch die Saadier (1549) wurden die Wattasiden endgültig beseitigt. Damit endete die letzte Berberdynastie in Marokko.